# Ryōta Nagaki
Ryōta Nagaki (jap. 永木 亮太, Nagaki Ryōta; * 4. Juni 1988 in Yokohama) ist ein japanischer Fußballspieler.

## Karriere

### Verein
Nagaki spielte in der Jugend unter anderem für Kawasaki Frontale, die Chūō-Universität und begann seine Profikarriere 2010 bei Shonan Bellmare. Anfang 2016 folgte dann der Wechsel zum Erstligisten Kashima Antlers. Dort gewann er in den folgenden Spielzeiten drei nationale Titel sowie 2018 die AFC Champions League. Nach 240 Ligaspielen für die Antlers wechselte er im Januar 2022 ablösefrei zu seinem ehemaligen Verein und Ligakonkurrenten Shonan Bellmare. Von dort wurde er sechs Monate später an den Ligakonkurrenten Nagoya Grampus ausgeliehen. Für den Verein aus Nagoya bestritt er zwölf Ligaspiele. Nach der Ausleihe kehrte er Anfang 2023 zu Shonan zurück. Mitte August 2023 wechselte er bis Saisonende zum Zweitligisten Tokushima Vortis. Für den Verein aus Tokushima bestritt er elf Ligaspiele. Nach der Ausleihe wurde Nagaki im Februar 2024 fest von Tokushima unter Vertrag genommen.

### Nationalmannschaft
Am 11. November 2016 debütierte der Mittelfeldspieler in einem Testspiel für die japanische A-Nationalmannschaft gegen den Oman. Beim 4:0-Erfolg im Kashima Soccer Stadium wurde Nagaki in der 68. Minute für Yūki Kobayashi ausgewechselt.

## Erfolge
- Japanischer Zweitligameister: 2014
- Japanischer Meister: 2016
- Japanischer Pokalsieger: 2016
- Japanischer Superpokalsieger: 2017
- AFC-Champions-League-Sieger: 2018